# Liste der Baudenkmäler in Bad Bayersoien

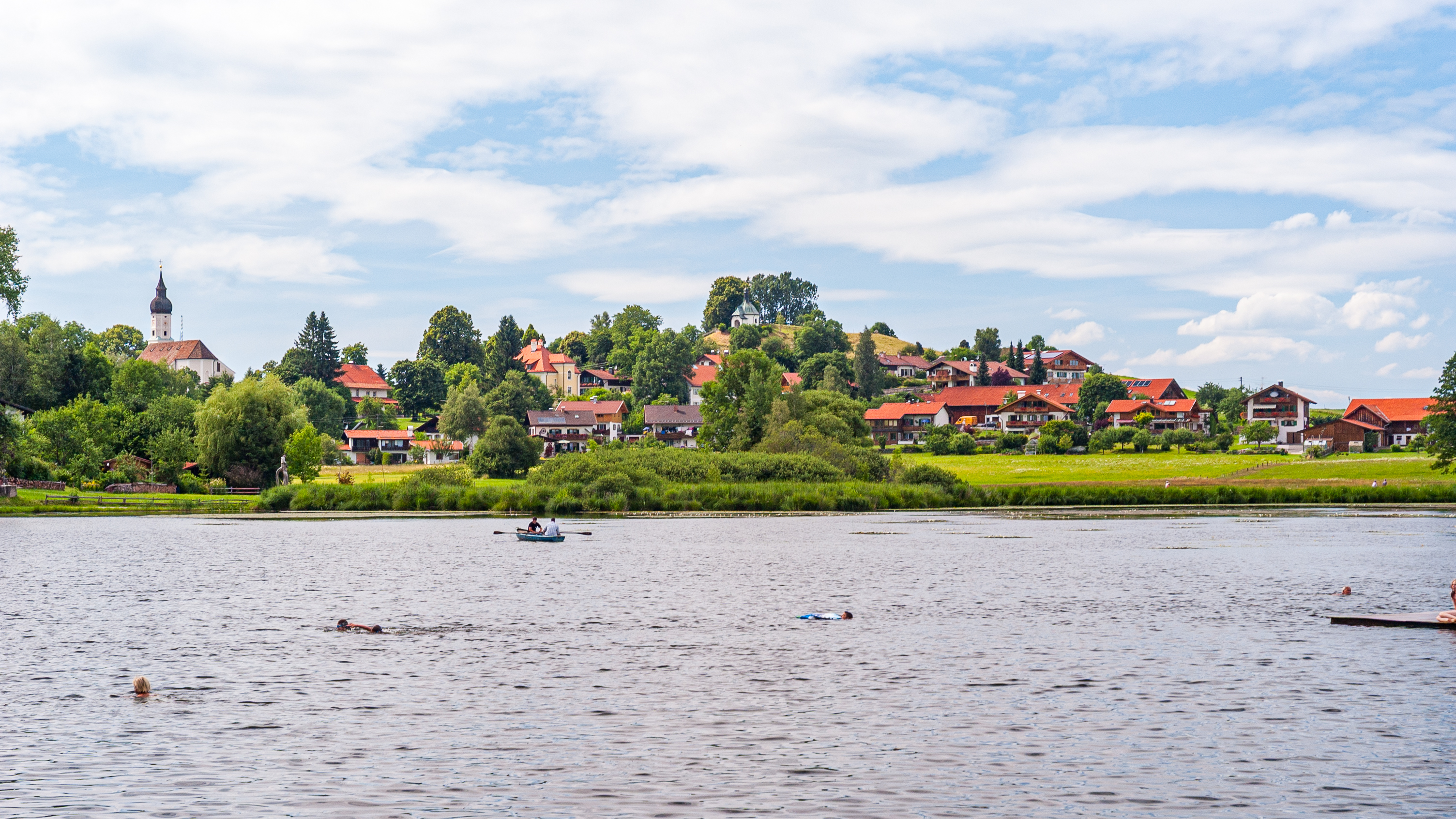
Blick über den Soier See auf Bad Bayersoien

Auf dieser Seite sind die Baudenkmäler in der oberbayerischen Gemeinde Bad Bayersoien zusammengestellt. Diese Tabelle ist eine Teilliste der Liste der Baudenkmäler in Bayern. Grundlage ist die Bayerische Denkmalliste, die auf Basis des Bayerischen Denkmalschutzgesetzes vom 1. Oktober 1973 erstmals erstellt wurde und seither durch das Bayerische Landesamt für Denkmalpflege geführt wird. Die folgenden Angaben ersetzen nicht die rechtsverbindliche Auskunft der Denkmalschutzbehörde.

## Baudenkmäler nach Ortsteilen

### Bad Bayersoien
| Lage                                                    | Objekt                            | Beschreibung | Akten-Nr.              | Bild                  |
| ------------------------------------------------------- | --------------------------------- | --- | ---------------------- | --------------------- |
| Brandstatt 2 (Standort)                                 | Kleinbauernhaus                   | Zweigeschossiger Preisdachbau mit traufseitiger Laube, gemalter Hausmadonna und Zierbund, Mitte 19. Jahrhundert.                                               | D-1-80-113-3 Wikidata  | weitere Bilder        |
| Brandstatt 4 (Standort)                                 | Katholische Pfarrkirche St. Georg | barocker Saalbau mit eingezogenem spätgotischem Chor und nordwestlichem Zwiebelturm, im Kern spätgotisch, Turm und Langhaus 1717–27; mit Ausstattung           | D-1-80-113-1 Wikidata  | weitere Bilder        |
| Brandstatt 4a, auf dem Eckbichl über dem Ort (Standort) | Kriegergedächtniskapelle          | Zentraler neubarocker Glockendachbau mit abgewalmtem Vorzeichen, von Eberle, 1925                                                                              | D-1-80-113-2 Wikidata  | weitere Bilder        |
| Brandstatt 6 (Standort)                                 | Pfarrhaus                         | Zweigeschossiger, villenartiger Bau mit Schopfwalmdach, neubarocker Putzgliederung und Zwerchhäusern nach Norden und Osten, um 1906                            | D-1-80-113-26 Wikidata | weitere Bilder        |
| Brandstatt 18 (Standort)                                | Handwerkerhaus                    | Zweigeschossiger Preisdachbau mit teilverschaltem Zierbund, 18./19. Jahrhundert                                                                                | D-1-80-113-4 Wikidata  | weitere Bilder        |
| Breiten, am Weg zur Soyernmühle (Standort)              | Stadel                            | Großer Holzbau mit Flachsatteldach, Ende 18. Jahrhundert | D-1-80-113-15 Wikidata | Stadel                |
| Dorfstraße 25 (Standort)                                | Ehemaliges Bauernhaus             | Zweigeschossiger Flachsatteldachbau mit Zierbund, zweite Hälfte 18. Jahrhundert, ehemaliger Giebelstall modern ausgebaut                                       | D-1-80-113-6 Wikidata  | weitere Bilder        |
| Dorfstraße 26 (Standort)                                | Bauernhaus                        | Zweigeschossiger breitgelagerter Flachsatteldachbau mit traufseitiger Laube, giebelseitigem Tennentor und Zierbund, bezeichnet „1697“, im Kern 16. Jahrhundert | D-1-80-113-7 Wikidata  | weitere Bilder        |
| Dorfstraße 43 (Standort)                                | Bauernhaus                        | Zweigeschossiger Flachsatteldachbau in Ecklage mit Hochlaube, Kern 17./18. Jahrhundert                                                                         | D-1-80-113-9 Wikidata  | weitere Bilder        |
| Dorfstraße 47 (Standort)                                | Kruzifix                          | Nahezu lebensgroßes hölzernes Kruzifix in spätgotischen Formen, um 1500                                                                                        | D-1-80-113-10 Wikidata | weitere Bilder        |
| Dorfstraße 48 (Standort)                                | Bauernhaus                        | Zweigeschossiger Flachsatteldachbau mit giebelseitiger Tennenauffahrt und Hochlaube, Kern 18. Jahrhundert                                                      | D-1-80-113-11 Wikidata | weitere Bilder        |
| Dorfstraße 55 (Standort)                                | Ehemaliges Bauernhaus             | Zweigeschossiger Flachsatteldachbau mit giebelseitiger Laube und Zierbund, zweite Hälfte 17. Jahrhundert                                                       | D-1-80-113-12 Wikidata | Ehemaliges Bauernhaus |
| Waidaweg 11 (Standort)                                  | Sühnekreuz                        | Ritterkreuzförmiges Steinkreuz in der Flur, 16./17. Jahrhundert                                                                                                | D-1-80-113-16 Wikidata | Sühnekreuz            |

### Echelsbach
| Lage                     | Objekt         | Beschreibung | Akten-Nr.                        | Bild       |
| ------------------------ | -------------- | --- | -------------------------------- | ---------- |
| Echelsbach 10 (Standort) | Bauernhaus     | Zweigeschossiger verputzter bzw. verschalter Rundholz-Blockbau mit Flachsatteldach, 1539 (dendrodatiert), mit jüngerem Längsstall und gemeinsamem Dachstuhl von 1938                                  | D-1-80-113-17 Wikidata           | Bauernhaus |
| Echelsbach 10 (Standort) | Getreidekasten | Erdgeschossiger teilweise verschalter Blockbau, Ende 16. Jahrhundert | D-1-80-113-17 zugehörig Wikidata | BW         |
| Echelsbach 11 (Standort) | Bauernhaus     | Zweigeschossiger Flachsatteldachbau mit verschaltem Giebelfeld, traufseitiger Mitteltenne und beidseitigem Traufbundwerk, erstes Drittel 19. Jahrhundert, im Kern wohl älter, Haustür 18. Jahrhundert | D-1-80-113-18 Wikidata           | Bauernhaus |
| Echelsbach 12 (Standort) | Getreidekasten | Obergeschossiger Blockbau, Anfang 17. Jahrhundert, Schleppdachüberbau mit Bundwerk erste Hälfte 19. Jahrhundert                                                                                       | D-1-80-113-19 Wikidata           | BW         |

### Grundbauer
| Lage                                                                                       | Objekt                                  | Beschreibung                                           | Akten-Nr.              | Bild                                    |
| ------------------------------------------------------------------------------------------ | --------------------------------------- | ------------------------------------------------------ | ---------------------- | --------------------------------------- |
| Zum Grundbauern 97, auf den Eckwiesen an der Ammerleite, südlich Grundbauernhof (Standort) | Hütte der Brüder Joseph und Jakob Götte | Vierpfostenbau mit verputzen Holzbohlenwänden, um 1920 | D-1-80-113-25 Wikidata | Hütte der Brüder Joseph und Jakob Götte |

### Gschwendt
| Lage                     | Objekt     | Beschreibung | Akten-Nr.              | Bild           |
| ------------------------ | ---------- | --- | ---------------------- | -------------- |
| Gschwendt 15a (Standort) | Kapelle    | Hölzerner Bau mit verschindeltem Dachreiter, wohl Ende 17. Jahrhundert; mit Ausstattung, 1803 und um 1990 versetzt | D-1-80-113-20 Wikidata | weitere Bilder |
| Gschwendt 18 (Standort)  | Bauernhaus | Zweigeschossiger Flachsatteldachbau mit Zierbund und Fassadenmalerei, Ende 18. Jahrhundert                         | D-1-80-113-22 Wikidata | Bauernhaus     |

### Kirmesau
| Lage                       | Objekt  | Beschreibung                                                                                   | Akten-Nr.              | Bild           |
| -------------------------- | ------- | ---------------------------------------------------------------------------------------------- | ---------------------- | -------------- |
| vor Kirmesau 95 (Standort) | Kapelle | Neugotischer Satteldachbau, Anfang 17. Jahrhundert, 1822 und 1863 umgestaltet; mit Ausstattung | D-1-80-113-23 Wikidata | weitere Bilder |

### Lettigenbichl
| Lage                       | Objekt         | Beschreibung                                                                            | Akten-Nr.              | Bild           |
| -------------------------- | -------------- | --------------------------------------------------------------------------------------- | ---------------------- | -------------- |
| Lettigenbichl 3 (Standort) | Getreidekasten | Erdgeschossiger Blockbau, bezeichnet „1675“, in hakenförmigen Wirtschaftsteil eingebaut | D-1-80-113-24 Wikidata | Getreidekasten |

## Ehemalige Baudenkmäler
In diesem Abschnitt sind Objekte aufgeführt, die früher einmal in der Denkmalliste eingetragen waren, jetzt aber nicht mehr. Objekte, die in anderem Zusammenhang – also z. B. als Teil eines Baudenkmals – weiter eingetragen sind, sollen hier nicht aufgeführt werden. Aktennummern in diesem Abschnitt sind ehemalige, jetzt nicht mehr gültige Aktennummern. 

| Lage                     | Objekt                    | Beschreibung                                                                       | Akten-Nr.              | Bild                  |
| ------------------------ | ------------------------- | ---------------------------------------------------------------------------------- | ---------------------- | --------------------- |
| Dorfstraße 19 (Standort) | Zierbund                  | Mitte 18. Jahrhundert                                                              | D-1-80-113-5 Wikidata  | weitere Bilder        |
| Dorfstraße 27 (Standort) | Traufbundwerk am Heuboden | Anfang 19. Jahrhundert                                                             | D-1-80-113-8 Wikidata  | weitere Bilder        |
| Dorfstraße 56 (Standort) | Bauernhaus                | Mit Giebeltenne und kräftigem Zierbund, verputzter Blockbau, Mitte 17. Jahrhundert | D-1-80-113-13 Wikidata | weitere Bilder        |
| Dorfstraße 68 (Standort) | Ehemaliges Bauernhaus     | Mit Zierbund, Ende 18. Jahrhundert                                                 | D-1-80-113-14 Wikidata | weitere Bilder        |
| Gschwendt 15 (Standort)  | Ehemaliges Bauernhaus     | Im Kern 17. Jahrhundert, 1914 verändert                                            | D-1-80-113-21 Wikidata | Ehemaliges Bauernhaus |